# Robert Bosch Junior
Robert Bosch jun. (Stuttgart, 29 de janeiro de 1928 – Gerlingen, 2 de agosto de 2004) foi um empresário alemão, filho de Robert Bosch.

## Vida e trabalho
Bosch estudou engenharia elétrica na Universidade de Stuttgart e trabalhou a partir de 1953 como engenheiro diplomado na Robert Bosch GmbH.
Seu engajamento foi fundamental para a criação da Fundação Robert Bosch.